# Lijst van beelden in Harlingen
Dit is een (onvolledige) chronologische lijst van beelden in Harlingen. Onder een beeld wordt hier verstaan elk driedimensionaal kunstwerk in de openbare ruimte van de Nederlandse gemeente Harlingen, waarbij beeld wordt gebruikt als verzamelbegrip voor sculpturen, standbeelden, installaties, gedenktekens en overige beeldhouwwerken.
Voor een volledig overzicht van de beschikbare afbeeldingen zie: Beelden in Harlingen op Wikimedia Commons.
| Geplaatst | Omschrijving                                                        | Kunstenaar                             | Straat                                   | Plaats    | Materiaal                                    | Afbeelding                                    |
| --------- | ------------------------------------------------------------------- | -------------------------------------- | ---------------------------------------- | --------- | -------------------------------------------- | --------------------------------------------- |
| 1576      | Stenen Man                                                          | onbekend                               | Westerzeedijk                            | Harlingen | natuursteen                                  |                                               |
| 1933      | Gedenkplaat t.h.a. aanleg van de afsluitdijk Stadhuis van Harlingen | Willem Valk                            | Voorstraat                               | Harlingen | brons                                        | Willem Valk, 1933                             |
| 1934      | Monument Tjerk Hiddes de Vries                                      | Willem Valk/Berend Tobia Boeyinga      | Grote Bredeplaats                        | Harlingen | steen, metselwerk                            | Willem Valk en B.T.Boeyinga, 1934             |
| 1950      | Joris en de draak (oorlogsmonument)                                 | Willem Valk                            | Simon Vestdijksingel, Harmenspark        | Harlingen | brons                                        |                                               |
| 1962      | It Jonkje                                                           | Johan Jorna                            | brons                                    | Harlingen | Waddenpromenade                              | Johan Jorna, 1952                             |
| 1965      | Monument op de Joodse begraafplaats                                 | Jan Murk de Vries                      | Begraafplaatslaan                        | Harlingen | hout,metaal en baksteen                      | Jan Murk de Vries, 1965                       |
| 1965      | Liggende vrouw                                                      | Ybe van der Wielen                     | Wester Zeedijk,Zeeweg                    | Harlingen | opgemetselde basaltstenen                    |                                               |
| 1973      | Anton Wachter                                                       | Suze Boschma-Berkhout                  | Voorstraat                               | Harlingen | brons                                        |                                               |
| 1981      | Vogels                                                              | Jan Murk de Vries                      | Tjerk Hiddes de Vriesstraat              | Harlingen | koper op betonnen voet                       | Jan Murk de Vries, 1981                       |
| 1984      | Dynamiek van de haven                                               | Jan Roos                               | Havenplein                               | Harlingen | staal                                        |                                               |
| 1984      | Walle Geartsje                                                      | Hans van Houwelingen                   | Lanen                                    | Harlingen | brons                                        | Hans van Houwelingen, 1984                    |
| 1986      | Vrouw met duiven                                                    | Annet Haring                           | Kimswerderweg (bij politiebureau)        | Harlingen | brons                                        | Annet Haring, 1991                            |
| 1989      | Krul van de juffrouw                                                | André van der Linden                   | Fonteinstraat 1                          | Midlum    | roestvast staal en graniet                   | André van der Linden, 1989                    |
| 1990      | Oorlogsmonument                                                     |                                        | Bij de Sint-Andreaskerk                  | Wijnaldum | baksteen en marmer                           |                                               |
| 1992      | Winamer Kat                                                         | André van der Linden                   | Buorren 10                               | Wijnaldum | roestvast staal en hardsteen                 |                                               |
| 1992      | Groeiproces                                                         | Jan van Tuinen                         | Grettingalaan                            | Harlingen | metaal                                       | Jan van Tuinen, 1992                          |
| 1993      | Natura Naturans                                                     | Gerlof Hamersma                        | Rioolzuiveringsinstallatie               | Harlingen | glas en neon                                 | Gerlof Hamersma, 1993                         |
| 1994      | Spekken                                                             | Sjouke Visser                          | Hermesweg                                | Harlingen | roestvrij staal                              | Sjouke Visser,1994                            |
| 1994      | Zonder titel                                                        | Peer Veneman                           | RSG Simon Vestdijk, Kon.Julianastraat 3  | Harlingen | brons                                        | Peer Veneman, 1994                            |
| 1994      | zonder titel                                                        | Marco Goldenbeld                       | Waddenpromenade                          | Harlingen | roestvast staal en koper                     |                                               |
| 1995      | Monument omgekomen zeevarenden                                      | Dirk de Vries                          | Waddenpromenade                          | Harlingen |                                              |                                               |
| 1999      | De Tobbedanser                                                      | Bert Kiewiet                           | Grote Bredeplaats                        | Harlingen | brons                                        |                                               |
| 2000      | Fibula                                                              | onbekend                               | Alde Leane                               | Wijnaldum | roestvast staal                              |                                               |
| 2000      | Monument R.K.begraafplaats                                          | Jan Murk de Vries                      | Barend Visserstraat                      | Harlingen | hout                                         | Jan Murk de Vries, 2000                       |
| 2004      | Sjanterbankje                                                       | Henk de Boer                           | Zuidwalweg                               | Harlingen | baksteen, keramische tegels, roestvrij staal | Henk de Boer,2004                             |
| 2006      | Hotze Schuil                                                        | Hans Jouta                             | Zuiderplein                              | Harlingen | brons                                        |                                               |
| 2007      | Aukje                                                               | Evert van Hemert                       | Franekereind                             | Harlingen | brons                                        | Evert van Hemert, 2007                        |
| 2012      | Stolpersteine (Struikelstenen, Stroffelstiennen)                    | Gunter Demnig                          | op verschillende adressen in Harlingen   | Harlingen | messing                                      | Gunter Demnig,2012                            |
| 2018      | Rikus Poes                                                          | Henk Zielstra                          | Kleine Voorstraat                        | Harlingen | Brons                                        | Henk Zielstra, 2018                           |
| 2018      | De Walvis                                                           | Jennifer Allora & Guillermo Calzadilla | Nieuwe Willemshaven                      | Harlingen | Polyesterhars                                | Jennifer Allora en Guillermo Calzadilla, 2018 |
| 2018      | Tegel tableau Ovatonde                                              | Jan Roos                               | Ovatonde N31                             | Harlingen | Keramische tegels                            | Tegeltableaus Ovatonde                        |
| 2018      | Terpentoren                                                         | Nynke-Rixt Jukema                      | Bij afgegraven terp                      | Wijnaldum | cortenstaal                                  |                                               |
| 2018      | Reliefmaquette                                                      | Roelie Woudwijk                        | Bij uitkijktoren afgegraven terp         | Wijnaldum | steen                                        |                                               |
| 2018      | Mural                                                               | Matthew May                            | hoek Voorstraat/Vismarkt                 | Harlingen | muurschildering                              |                                               |
| 2018      | Mural                                                               |                                        | hoek Noorderhaven/Vismarkt               | Harlingen | muurschildering                              |                                               |
| 2019      | Duende (danser)                                                     | Ilse Oelbers                           | Harmenspark                              | Harlingen | Brons                                        |                                               |
| 2019      | Broken Jug                                                          | Frank Stella                           | Zuidwalweg (bij de Tjerk Hiddes Sluizen) | Harlingen | Aluminium                                    | Broken Jug                                    |
|           | Sint Michael                                                        |                                        | Voorstraat                               | Harlingen | natuursteen                                  |                                               |
|           | Zonder titel                                                        | Anske de Boer                          | Haulewei                                 | Wijnaldum | natuursteen                                  |                                               |
|           | Zonder titel                                                        | onbekend                               | Roptazijl                                | Wijnaldum | hout en zink                                 |                                               |
| onbekend  | Lichtboei                                                           | onbekend                               |                                          | Harlingen | metaal                                       |                                               |

Achtkarspelen ·
Ameland ·
Dantumadeel ·
De Friese Meren ·
Harlingen ·
Heerenveen ·
Leeuwarden ·
Noardeast-Fryslân ·
Ooststellingwerf ·
Opsterland ·
Schiermonnikoog ·
Súdwest-Fryslân ·
Smallingerland ·
Terschelling ·
Tietjerksteradeel ·
Vlieland ·
Waadhoeke ·
Weststellingwerf